# Michael Theobald
Michael Theobald (* 7. März 1948 in Köln) ist ein deutscher römisch-katholischer Theologe mit dem Schwerpunkt Neues Testament.

## Ausbildung und Universitätslaufbahn
Theobald studierte römisch-katholische Theologie an der Universität Bonn und an der Universität Münster. Nach der Promotion 1979 in Bonn und der Habilitation 1985 in Regensburg war Theobald von 1985 bis 1989 Professor für Biblische Theologie an der Freien Universität Berlin, seit 1989 Professor für Neues Testament an der Eberhard Karls Universität Tübingen; 2016 wurde er emeritiert. Er gehört zu den Unterzeichnern des Memorandums Kirche 2011: Ein notwendiger Aufbruch.

## Forschungsschwerpunkte
Zu seinen Arbeitsschwerpunkten gehört die Jesusforschung, das Johannesevangelium sowie die neutestamentliche Briefliteratur (Römerbrief, Epheserbrief, Hebräerbrief, Pastoralbriefe). Er war einer der Bearbeiter der neuen, im September 2016 vorgestellten Einheitsübersetzung der Bibel. Des Weiteren ist Theobald Mitglied des Ökumenischen Arbeitskreises evangelischer und katholischer Theologen (ÖAK, seit 2003) sowie der Nationalakademie Leopoldina Halle, der Society of New Testament Studies (SNTS), des Internationalen Colloquiums Iohanneum und der Arbeitsgemeinschaft der deutschsprachigen Neutestamentler (AGNT). Seit 2018 ist er Associate Professor der Faculty of Theology and Religion, University of the Free State Bloomfontain, Südafrika. Von 2008 bis 2015 war Theobald Mitglied des Fachkollegiums Theologie der DFG, von 2009 bis 2019 war Theobald Vorsitzender des Katholischen Bibelwerks Stuttgart e. V.
Gemeinsam mit seinem Bruder Christoph Theobald, Hochschullehrer für Katholische Theologie im Fachbereich Fundamentaltheologie und Dogmatik am Centre Sèvres in Paris, wurde ihm 2014 der Theologische Preis der Salzburger Hochschulwochen zugesprochen.

## Werke (Auswahl)
- Die überströmende Gnade. Studien zu einem paulinischen Motivfeld (= Forschung zur Bibel. Bd. 22), Echter, Würzburg 1982, ISBN 3-429-00752-6.
- Im Anfang war das Wort. Textlinguistische Studie zum Johannesprolog (= Stuttgarter Bibelstudien. Bd. 106), Katholisches Bibelwerk, Stuttgart 1983, ISBN (formal falsch) 3-460-04061-1.
- Die Fleischwerdung des Logos. Studien zum Verhältnis des Johannesprologs zum Corpus des Evangeliums und zu 1 Joh (= Neutestamentliche Abhandlungen, N.F. Bd. 20), Aschendorff, Münster 1988, ISBN 3-402-03642-8.
- Mit den Augen des Herzens sehen. Der Epheserbrief als Leitfaden für Spiritualität und Kirche, Echter, Würzburg 2000, ISBN 3-429-02278-9.
- Der Römerbrief. Wissenschaftliche Buchgesellschaft, Darmstadt 2000, ISBN 3-534-10912-0.
- Studien zum Römerbrief (= Wissenschaftliche Untersuchungen zum Neuen Testament. Bd. 136), Mohr Siebeck, Tübingen 2001, ISBN 3-16-147519-4.
- Herrenworte im Johannesevangelium. Herder, Freiburg im Breisgau 2002, ISBN 3-451-27494-9.
- Ein Buch, das unser Leben verändert. Biblische Zeit-Gedanken (= Glauben und leben. Bd. 10), Lit, Münster 2003, ISBN 3-8258-6427-8.
- Für alle Zeiten zur Erinnerung (Jos 4,7). Verlag Katholisches Bibelwerk, Stuttgart 2006.
- Das Evangelium nach Johannes. Pustet, Regensburg 2009.
- Studien zum Corpus Iohanneum. Mohr Siebeck, Tübingen 2010.
- hrsg. mit Peter Hünseler, Heribert Busse: Hat Jesus Muhammad angekündigt? Beiträge zur islamischen Prophetologie. Verlag Friedrich Pustet, Regensburg 2012.
- Eucharistie als Quelle sozialen Handelns. Eine biblisch-frühkirchliche Besinnung (= Biblisch-Theologische Studien. Bd. 77). Neukirchener Theologie, Neukirchen-Vluyn 2012.
- zusammen mit Wolfgang Bretschneider: Das Paulus-Oratorium von Felix Mendelssohn-Bartholdy, Katholisches Bibelwerk, Stuttgart 2012, ISBN 978-3-460-08601-2.
- Jesus, Kirche und das Heil der Anderen (= Stuttgarter biblische Aufsatzbände. Bd. 56), Katholisches Bibelwerk, Stuttgart 2013, ISBN 978-3-460-06561-1.
- Israel-Vergessenheit in den Pastoralbriefen. Ein neuer Vorschlag zu ihrer historisch-theologischen Verortung im 2. Jahrhundert n. Chr. unter besonderer Berücksichtigung der Ignatius-Briefe (= Stuttgarter Bibelstudien. Bd. 229), Katholisches Bibelwerk, Stuttgart 2016, ISBN 978-3-460-03294-1.
- Der Prozess Jesu. Geschichte und Theologie der Passionserzählungen (= Wissenschaftliche Untersuchungen zum Neuen Testament, Bd. 486). Mohr Siebeck, Tübingen 2022, ISBN 978-3-16-161610-5.
- Dienen statt Herrschen. Neutestamentliche Grundlegung der Ämter in der Kirche. Pustet, Regensburg 2023, ISBN 978-3-7917-3450-7.